# Neues Abendland
Neues Abendland: Zeitschrift für Politik und Geschichte erschien von März 1946 bis 1958, zuerst in München, nach dem Umzug 1948 in Augsburg unter Johann Wilhelm Naumann im Naumann-Verlag, ab April 1951 unter Gerhard Kroll im neuen Abendland-Verlag, der dem Fürsten Erich von Waldburg-Zeil bzw. dessen Sohn Georg gehörte, schließlich als Neue Folge ab 1956 bis zur Einstellung 1958.

## Geschichte
Eine mehrheitlich katholisch geprägte Abendländische Bewegung stand hinter der Zeitschrift, die ihre regionalen Schwerpunkte in Süddeutschland und im Rheinland hatte. „Abendland“ bedeutete hier Wiederbelebung des Christentums und Abgrenzung gegenüber der Sowjetunion. Das Scheitern der Weimarer Republik wurde auf ein falsches Demokratieverständnis „der großen Zahl“ zurückgeführt. Auch ständestaatliche bzw. berufsständische Ideen wurden teilweise hochgeschätzt, die Diktatoren Francisco Franco und António Salazar positiv anerkannt, als Grundlage auf die Enzyklika Quadragesimo anno von Papst Pius XI. verwiesen. Der Föderalismus in Deutschland sollte gestärkt, die Reste des einst übermächtigen Preußentums zurückgedrängt werden. Nach der Verabschiedung des Grundgesetzes 1949 verschärfte sich die Kritik an dessen fehlender christlicher Grundlage, die sich im „Abendländischen Manifest“ 1951 äußerte. Der Wechsel des Herausgebers und Verlages spiegelte das wider. Der Autor Emil Franzel verwies 1952 auf Portugal als positives Modell.
Mehrere Phasen lassen sich unterscheiden: Stand anfangs für den Verleger Naumann und den ersten Chefredakteur, den Exilanten Walter Ferber, der Bezug auf den NS-Widerstand, Föderalismus und den Katholizismus als Grundlage einer kulturellen Neubesinnung im Vordergrund, den Förderer wie Ludwig Alpers und die Professorenwitwe Ella Schmittmann unterstützten, begann mit dem neuen Chefredakteur Emil Franzel, der viele Artikel pseudonym einbrachte, 1948 eine starke Politisierung in Richtung Antibolschewismus. Rückendeckung erhielt er vom Fürsten Waldburg zu Zeil, der 1951 die Zeitschrift ganz übernahm und den CSU-Mitbegründer Gerhard Kroll als neuen Herausgeber einsetzte. Dieser ersetzte Franzel durch den Mediävisten und Publizisten Helmut Ibach als Chefredakteur. Kroll druckte 1951 sein Abendländisches Manifest als Auftakt einer Abendländischen Aktion ab, deren Vorsitz er am 25. August 1951 in München übernahm. Ziel war nun eine Änderung des Grundgesetzes in Richtung eines organischen Staates, womit eine Art Ständestaat wie in Österreich 1934 gemeint war. Weil sich aber auch antikapitalistische Töne bei Kroll bemerkbar machten, kam es zum Bruch mit dem Fürsten, der sich von der Aktion abwandte und ab 1952 lieber die elitäre Abendländische Akademie München-Eichstätt förderte.
Häufige Autoren waren Walter Ferber (1. Chefredakteur), Maximilian Dietrich, Johann Nepomuk Hebensperger, Ferdinand Kirnberger, Georg Laforet, Helene Schmittmann, Peter Wust (posthum) und Friedrich Zoepfl. Auch Bernhard Lakebrink, Ernst von Hippel und Albert Maier (zum maßgeblichen antiliberalen Vordenker Donoso Cortés) schrieben Beiträge. Friedrich August Freiherr von der Heydte votierte für ein starkes Bayerntum als Hüter des Glaubens in der Bundesrepublik, Hans Sedlmayr gegen den „Verlust der Mitte“ in der Kunst. Reinhold Schneider, der anfangs vielfach vertreten war, wurde nach seiner Stellungnahme 1951 gegen eine Wiederbewaffnung ins Abseits gestellt. Franz Herre, ein Schüler von Franz Schnabel, wandte sich gegen die positive Sicht des linkskatholischen Historikers Friedrich Heer auf die Aufklärung.
Die Umstellung 1956 auf eine Quartalszeitschrift reagierte auf den Leserschwund, den jedoch auch diese Maßnahme nicht stoppen konnte. Nach der Einstellung der Zeitschrift 1958 versank die Abendländische Bewegung in den frühen 1960er Jahren in der völligen Bedeutungslosigkeit.

### Vorläufer
Ein Vorläufer in der Weimarer Republik war „Abendland. Deutsche Monatshefte für europäische Kultur, Politik und Wirtschaft“ (Gilde-Verlag, Köln–Berlin–Wien (1926–1930)), herausgegeben von Zentrumspolitikern sowie anderen christlich-sozialen Politikern. Hier schrieben katholische Intellektuelle aus dem Rheinland, aus Westfalen, Bayern und Österreich wie Konrad Beyerle, Theodor Brauer, Götz Briefs, Wilhelm Hamacher, Hugo Graf Lerchenfeld, Hermann Platz, Friedrich Schreyvogl sowie Bundeskanzler Prälat Ignaz Seipel.

### Auftakt im ersten Heft 1946: Der Begriff „Abendland“
„Der Begriff Abendland hat in der Abwandlung seiner geschichtlichen Bedeutung als einer einheitlichen Kulturauffassung des westlichen und mittleren Europas nur eine Auslegung ermöglicht und erfahren: die christliche. Weder die geographische noch die volkliche Zusammensetzung Europas, sondern eine geistige Haltung gaben ihm den wesentlichen Sinn. Antike und Christentum, Juno und Ecclesia, humanitas und caritas prägten ihn; im mittelalterlichen Universalismus war er verwirklicht.
Wer auch immer jeweils nach der Zerstörung der abendländischen Einheit die Ursachen des ‚Unterganges des Abendlandes‘ untersucht hat, kam zu der gleichen Feststellung, nämlich jener: daß die Zerstörung des abendländischen Universalismus bereits begonnen hat in der Sucht der ratio, Dinge zu erklären, die nur glaubensmäßig zu sehen und zu finden sind: Der Glaube steht vor der Ratio, letztere führt, verabsolutiert, zur Trennung von Wissen und Glauben.“ (Johann Wilhelm Naumann: Geleitwort zur Erstausgabe)

## Einzelbelege
1. ↑  Jürgen Klöckler: Abendland - Alpenland - Alemannien: Frankreich und die Neugliederungsdiskussion in Südwestdeutschland, Oldenbourg, München 1998, S. 92.
2. ↑  Johannes Großmann: Die Internationale der Konservativen. Transnationale Elitenzirkel und private Außenpolitik in Westeuropa seit 1945, München (Oldenbourg) 2014 (= Studien zur internationalen Geschichte, Bd. 35).